# 프랑스의 데파르트망

프랑스 데파르트망 지도.
해외 데파르트망과 파리 도시권은 다른 축적으로 표현되었음.

데파르트망(프랑스어: département)은 프랑스의 영토 구획 및 개별 권한을 가진 지방 단체를 모두 의미한다. 모든 데파르트망에는 알파벳 순서에 따라 두 자리 숫자로 된 번호가 매겨져 있는데 이 고유번호는 1790년에 최초로 부여된 이후 여러 차례의 변동을 거쳐 1976년에 현재의 체계가 완성되었다. 최초에는 우편번호 부여의 목적이었으나 현재는 우편번호 외에도 사회 복지, 교육, 차량번호 등에도 쓰이고 있다.
데파르트망에 속한 지방은 국가에 소속되어 소임을 다하는 지사(préfet)가 행정을 맡으며, 법적으로 정의된 몇몇 지방 자치 권한을 행사하고자 제정된 지방 단체로서의 데파르트망 (프랑스 지방 단체)을 통하여 그 행정이 이뤄진다. 그러나 행정구역과 지방 단체는 반드시 일치하지 않는데,
- 2015년부터, 론 데파르트망 구역(circonscription)은 리옹 대도시 권역과 론 데파르트망을 관할한다
- 2018년부터, 오트코르스와 코르스뒤쉬드는 더 이상 지방 단체가 아니며, 코르시카 지방 단체로 통합되었다.
- 2019년부터 파리시는 더 이상 데파르트망이 아니며, 특별 지위의 단체가 되었다.

데파르트망에 속한 지방은 상원의원 선거를 위한 선거구 등으로도 운용된다.
프랑스 데파르트망의 창설은 1789년 입헌 의회가 제정하여 1790년 3월 4일부터 효력을 발휘한 1789년 12월 22일 법령에 기원을 둔다. 데파르트망의 경계는 이르게는 왕정 시기인 1665년부터 구상된 르네 다르장송의 지방 재구획 계획에, 그 계획이 법문화된 1787년 칙령에, 콩도르세의 1788년 칙령에 큰 영향을 받았다.
데파르트망과 각 지방 단체에서는 합법적으로 법률과 규칙의 시행이 가능하며, 거기에다 프랑스 본토에서는 바랭, 오랭, 모젤 데파르트망에서 시행되는 알자스-모젤 지방법이 존재한다. · 

## 프랑스의 데파르트망 목록
| 번호 | 문장                             | 주 이름              | 프랑스어 표기           | 주도            |
| ---- | -------------------------------- | -------------------- | ----------------------- | --------------- |
| 01   | 앵 주(01)의 문장                 | 앵주                 | Ain                     | 부르캉브레스    |
| 02   | 엔 주(02)의 문장                 | 엔주                 | Aisne                   | 랑              |
| 03   | 알리에 주(03)의 문장             | 알리에주             | Allier                  | 물랭            |
| 04   | 알프드오트프로방스 주(04)의 문장 | 알프드오트프로방스주 | Alpes-de-Haute-Provence | 디뉴레뱅        |
| 05   | 오트잘프 주(05)의 문장           | 오트잘프주           | Hautes-Alpes            | 가프            |
| 06   | 알프마리팀 주(06)의 문장         | 알프마리팀주         | Alpes-Maritimes         | 니스            |
| 07   | 아르데슈 주(07)의 문장           | 아르데슈주           | Ardèche                 | 프리바          |
| 08   | 아르덴 주(08)의 문장             | 아르덴주             | Ardennes                | 샤를빌메지에르  |
| 09   | 아리에주 주(09)의 문장           | 아리에주주           | Ariège                  | 푸아            |
| 10   | 오브 주(10)의 문장               | 오브주               | Aube                    | 트루아          |
| 11   | 오드 주(11)의 문장               | 오드주               | Aude                    | 카르카손        |
| 12   | 아베롱 주(12)의 문장             | 아베롱주             | Aveyron                 | 로데스          |
| 13   | 부슈뒤론 주(13)의 문장           | 부슈뒤론주           | Bouches-du-Rhône        | 마르세이유      |
| 14   | 칼바도스 주(14)의 문장           | 칼바도스주           | Calvados                | 캉              |
| 15   | 캉탈 주(15)의 문장               | 캉탈주               | Cantal                  | 오리야크        |
| 16   | 샤랑트 주(16)의 문장             | 샤랑트주             | Charente                | 앙굴렘          |
| 17   | 샤랑트마리팀 주(17)의 문장       | 샤랑트마리팀주       | Charente-Maritime       | 라로셸          |
| 18   | 셰르 주(18)의 문장               | 셰르주               | Cher                    | 부르주          |
| 19   | 코레즈 주(19)의 문장             | 코레즈주             | Corrèze                 | 튈              |
| 2A   | 코르스뒤쉬드 주(2A)의 문장       | 코르스뒤쉬드주       | Corse-du-Sud            | 아작시오        |
| 2B   | 오트코르스 주(2B)의 문장         | 오트코르스주         | Haute-Corse             | 바스티아        |
| 21   | 코트도르 주(21)의 문장           | 코트도르주           | Côte-d'Or               | 디종            |
| 22   | 코트다르모르 주(22)의 문장       | 코트다르모르주       | Côtes-d'Armor           | 생브리외        |
| 23   | 크뢰즈 주(23)의 문장             | 크뢰즈주             | Creuse                  | 게레            |
| 24   | 도르도뉴 주(24)의 문장           | 도르도뉴주           | Dordogne                | 페리괴          |
| 25   | 두 주(25)의 문장                 | 두주                 | Doubs                   | 브장송          |
| 26   | 드롬 주(26)의 문장               | 드롬주               | Drôme                   | 발랑스 (드롬주) |
| 27   | 외르 주(27)의 문장               | 외르주               | Eure                    | 에브뢰          |
| 28   | 외르에루아르 주(28)의 문장       | 외르에루아르주       | Eure-et-Loir            | 샤르트르        |
| 29   | 피니스테르 주(29)의 문장         | 피니스테르주         | Finistère               | 캥페르          |
| 30   | 가르 주(30)의 문장               | 가르주               | Gard                    | 님              |
| 31   | 오트가론 주(31)의 문장           | 오트가론주           | Haute-Garonne           | 툴루즈          |
| 32   | 제르 주(32)의 문장               | 제르주               | Gers                    | 오슈            |
| 33   | 지롱드 주(33)의 문장             | 지롱드주             | Gironde                 | 보르도          |
| 34   | 에로 주(34)의 문장               | 에로주               | Hérault                 | 몽펠리에        |
| 35   | 일에빌렌 주(35)의 문장           | 일에빌렌주           | Îlle-et-Vilaine         | 렌              |
| 36   | 앵드르 주(36)의 문장             | 앵드르주             | Indre                   | 샤토루          |
| 37   | 앵드르에루아르 주(37)의 문장     | 앵드르에루아르주     | Indre-et-Loire          | 투르            |
| 38   | 이제르 주(38)의 문장             | 이제르주             | Isère                   | 그르노블        |
| 39   | 쥐라 주(39)의 문장               | 쥐라주               | Jura                    | 롱스르소니에    |
| 40   | 랑드 주(40)의 문장               | 랑드주               | Landes                  | 몽드마르상      |
| 41   | 루아르에셰르 주(41)의 문장       | 루아르에셰르주       | Loir-et-Cher            | 블루아          |
| 42   | 루아르 주(42)의 문장             | 루아르주             | Loire                   | 생테티엔        |
| 43   | 오트루아르 주(43)의 문장         | 오트루아르주         | Haute-Loire             | 르퓌앙블레      |
| 44   | 루아르아틀랑티크 주(44)의 문장   | 루아르아틀랑티크주   | Loire-Atlantique        | 낭트            |
| 45   | 루아레 주(45)의 문장             | 루아레주             | Loiret                  | 오를레앙        |
| 46   | 로트 주(46)의 문장               | 로트주               | Lot                     | 카오르          |
| 47   | 로트에가론 주(47)의 문장         | 로트에가론주         | Lot-et-Garonne          | 아쟁            |
| 48   | 로제르 주(48)의 문장             | 로제르주             | Lozère                  | 망드            |
| 49   | 멘에루아르 주(49)의 문장         | 멘에루아르주         | Maine-et-Loire          | 앙제            |
| 50   | 망슈 주(50)의 문장               | 망슈주               | Manche                  | 생로            |
| 51   | 마른 주(51)의 문장               | 마른주               | Marne                   | 샬롱앙샹파뉴    |
| 52   | 오트마른 주(52)의 문장           | 오트마른주           | Haute-Marne             | 쇼몽            |
| 53   | 마옌 주(53)의 문장               | 마옌주               | Mayenne                 | 라발            |
| 54   | 뫼르트에모젤 주(54)의 문장       | 뫼르트에모젤주       | Meurthe-et-Moselle      | 낭시            |
| 55   | 뫼즈 주(55)                      | 뫼즈주               | Meuse                   | 바르르뒤크      |
| 56   | 모르비앙 주(56)의 문장           | 모르비앙주           | Morbihan                | 반              |
| 57   | 모젤 주(57)의 문장               | 모젤주               | Moselle                 | 메스            |
| 58   | 니에브르 주(58)의 문장           | 니에브르주           | Nièvre                  | 느베르          |
| 59   | 노르 주(59)의 문장               | 노르주               | Nord                    | 릴              |
| 60   | 우아즈 주(60)의 문장             | 우아즈주             | Oise                    | 보베            |
| 61   | 오른 주(61)의 문장               | 오른주               | Orne                    | 알랑송          |
| 62   | 파드칼레 주(62)의 문장           | 파드칼레주           | Pas-de-Calais           | 아라스          |
| 63   | 퓌드돔 주(63)의 문장             | 퓌드돔주             | Puy-de-Dôme             | 클레르몽페랑    |
| 64   | 피레네자틀랑티크 주(64)의 문장   | 피레네자틀랑티크주   | Pyrénées-Atlantiques    | 포              |
| 65   | 오트피레네 주(65)의 문장         | 오트피레네주         | Hautes-Pyrénées         | 타르브          |
| 66   | 피레네조리앙탈 주(66)의 문장     | 피레네조리앙탈주     | Pyrénées-Orientales     | 페르피냥        |
| 67   | 바랭 주(67)의 문장               | 바랭주               | Bas-Rhin                | 스트라스부르    |
| 68   | 오랭 주(68)의 문장               | 오랭주               | Haut-Rhin               | 콜마르          |
| 69   | 론 주(69)의 문장                 | 론주                 | Rhône                   | 리옹            |
| 69M  |                                  | 리옹 광역시          | Lyon                    | 리옹            |
| 70   | 오트손 주(70)의 문장             | 오트손주             | Haute-Saône             | 브줄            |
| 71   | 손에루아르 주(71)의 문장         | 손에루아르주         | Saône-et-Loire          | 마콩            |
| 72   | 사르트 주(72)의 문장             | 사르트주             | Sarthe                  | 르망            |
| 73   | 사부아 주(73)의 문장             | 사부아주             | Savoie                  | 샹베리          |
| 74   | 오트사부아 주(74)의 문장         | 오트사부아주         | Haute-Savoie            | 안시            |
| 75   | 파리주(75)의 문장                | 파리주               | Paris                   | 파리            |
| 76   | 센마리팀 주(76)의 문장           | 센마리팀주           | Seine-Maritime          | 루앙            |
| 77   | 센에마른 주(77)의 문장           | 센에마른주           | Seine-et-Marne          | 믈룅            |
| 78   | 이블린 주(78)의 문장             | 이블린주             | Yvelines                | 베르사유        |
| 79   | 되세브르 주(79)의 문장           | 되세브르주           | Deux-Sèvres             | 니오르          |
| 80   | 솜 주(80)의 문장                 | 솜주                 | Somme                   | 아미앵          |
| 81   | 타른 주(81)의 문장               | 타른주               | Tarn                    | 알비            |
| 82   | 타른에가론 주(82)의 문장         | 타른에가론주         | Tarn-et-Garonne         | 몽토방          |
| 83   | 바르 주(83)의 문장               | 바르주               | Var                     | 툴롱            |
| 84   | 보클뤼즈 주(84)의 문장           | 보클뤼즈주           | Vaucluse                | 아비뇽          |
| 85   | 방데 주(85)의 문장               | 방데주               | Vendée                  | 라로슈쉬르용    |
| 86   | 비엔 주(86)의 문장               | 비엔주               | Vienne                  | 푸아티에        |
| 87   | 오트비엔 주(87)의 문장           | 오트비엔주           | Haute-Vienne            | 리모주          |
| 88   | 보주 주(88)의 문장               | 보주주               | Vosges                  | 에피날          |
| 89   | 욘 주(89)의 문장                 | 욘주                 | Yonne                   | 오세르          |
| 90   | 테리투아르드벨포르 주(90)의 문장 | 테리투아르드벨포르주 | Territoire de Belfort   | 벨포르          |
| 91   | 에손 주(91)의 문장               | 에손주               | Essone                  | 에브리          |
| 92   | 오드센 주(92)의 문장             | 오드센주             | Hauts-de-Seine          | 낭테르          |
| 93   | 센생드니 주(93)의 문장           | 센생드니주           | Seine-Saint-Denis       | 보비니          |
| 94   | 발드마른 주(94)의 문장           | 발드마른주           | Val-de-Marne            | 크레테유        |
| 95   | 발두아즈 주(95)의 문장           | 발두아즈주           | Val-d'Oise              | 퐁투아즈        |
| 971  | 과들루프 주(971)의 문장          | 과들루프 주          | Guadeloupe              | 바스테르        |
| 972  | 마르티니크 주(972)의 문장        | 마르티니크 주        | Martinique              | 포르드프랑스    |
| 973  | 기아나 주(973)의 문장            | 기아나 주            | Guyane                  | 카옌            |
| 974  | 레위니옹 주(974)의 문장          | 레위니옹 주          | La Réunion              | 생드니          |
| 976  | 마요트 주(976)의 문장            | 마요트 주            | Mayotte                 | 마무주          |

- 생피에르 미클롱은 1976년 해외 레지옹이 되어 975번이 부여되었으나 1985년 자치령이 되었다.

## 같이 보기
- ISO 3166-2:FR
- 해외 데파르트망